# Magic Tree House (película)
Magic Tree House (マジック・ツリーハウス Majikku Tsurī Hausu?) es una película de anime japonesa de fantasía basada en la serie de libros estadounidenses del mismo nombre escritos por Pope Osborne. La película es dirigida por Hiroshi Nishikiori, y su guion está adaptado de la traducción japonesa de las novelas de Magic Tree House por Ichiro Okouchi. La película es protagonizada por Keiko Kitagawa como Jack y Mana Ashida como Annie.
Magic Tree House debutó en el 24º Festival Internacional de Cine de Tokio el 23 de octubre de 2011. Posteriormente se estrenó en los cines japoneses el 7 de enero de 2012.

## Producción

### Desarrollo
El 17 de noviembre de 2010, Publisher Media Factory reveló que la serie de fantasía infantil en inglés Magic Tree House se adaptaría a una película de anime. Posteriormente, en la edición del 6 de marzo de 2011 del periódico Asahi Shimbun, un anuncio decía que la película se estrenaría en los cines japoneses en 2011. Esta serie vendió más de 3,3 millones de copias en Japón y 92 millones de copias en 33 países diferentes en todo el mundo. Es la única adaptación cinematográfica de la serie de fantasía, animada o no, aunque también se ha anunciado una producción de acción real de Hollywood.
En una conferencia de prensa que se llevó a cabo el 9 de julio de 2011, la distribuidora de películas japonesa Gaga Communication anunció que la película se estrenaría en Japón el 7 de enero de 2012. La película está basada en la versión japonesa de la serie ilustrada por Ayana Amako, y el guion fue adaptado por el guionista Ichiro Ookochi.

### Reparto y equipo
El elenco de voces para la película Magic Tree House se anunció el 8 de agosto de 2011. En su debut como actriz de voz, la actriz Keiko Kitagawa describió este papel como "desafiante" y agregó que "quería expresar la frescura de la voz de [Jack] tanto como fuera posible". Mana Ashida, una ávida lectora que es una gran admiradora de la serie de libros originales, dijo que estaba "muy motivada" para interpretar el papel de Annie en esta película. Dijo que "disfrutó la aventura tanto como Annie", hasta el punto de sentir que "estaba volando hacia el libro para estar con Annie". Mana Ashida había interpretado previamente a Agnes en la versión japonesa de la película Despicable Me de 2010.
Ashida y Kitagawa habían trabajado juntos anteriormente en el drama televisivo especial de 2011 Kono Sekai no Katasumi ni que se emitió el 5 de agosto de 2011 en la cadena Nippon Television. Kitagawa describió a Ashida como "una actriz infantil profesional", mientras que Ashida dijo que "Kitagawa es muy amable y amigable".
Los trabajos anteriores del director de arte Toshiharu Mizutani incluyen las películas de anime Piano no Mori (2007) y Akira (1988). El compositor Akira Senju compuso previamente temas musicales para la serie de anime Fullmetal Alchemist: Brotherhood.

## Estreno
Magic Tree House hizo su debut en el 24º Festival Internacional de Cine de Tokio el 23 de octubre de 2011. Se presentó como una de las proyecciones especiales del festival. La película se estrenó en los cines japoneses el 7 de enero de 2012, y también se presentó en una ceremonia de estreno en Shinjuku Piccadilly ese día.
El DVD, Blu-ray y la edición limitada de la película se lanzaron el 3 de agosto de 2012.